# Olympische Sommerspiele 1936/Teilnehmer (Uruguay)
| Gelbes Symbol für Goldmedaillen mit stilisierten Olympischen Ringen | Graues Symbol für Silbermedaillen mit stilisierten Olympischen Ringen | Braundes Symbol für Bronzemedaillen mit stilisierten Olympischen Ringen |
| ------------------------------------------------------------------- | --------------------------------------------------------------------- | ----------------------------------------------------------------------- |
| —                                                                   | —                                                                     | —                                                                       |

Uruguay nahm an den Olympischen Sommerspielen 1936 in Berlin mit einer Delegation von 37 Athleten an sechs Wettkämpfen teil. 
| Sportart   | Sportler                    | Disziplin               | Platz    | Bemerkung |
| ---------- | --------------------------- | ----------------------- | -------- | --- |
| Basketball | Gregorio Aros               | -                       | 6. Platz | 1. Runde gg. Lettland 17:20 verloren, Trostrunde gg. Belgien 17:10 gewonnen, 2. Runde gg. Ägypten 36:23 gewonnen, 3. Runde gg. Tschechoslowakei 28:19 gewonnen, 4. Runde gg. Kanada 41:21 verloren, Spiel um Platz 5: gg. Peru kampflos gewonnen, gg. Philippinen 33:23 verloren |
| Basketball | Humberto Bernasconi         | -                       | 6. Platz | |
| Basketball | Rodolfo Braselli            | -                       | 6. Platz | |
| Basketball | Prudencio de Pena           | -                       | 6. Platz | |
| Basketball | Carlos Gabín                | -                       | 6. Platz | |
| Basketball | Leandro Gómez Harley        | -                       | 6. Platz | |
| Basketball | Alejandro González Roig     | -                       | 6. Platz | |
| Basketball | Tabaré Quintans             | -                       | 6. Platz | |
| Basketball | Víctor Latou Jaume          | -                       | 6. Platz | |
| Boxen      | Antonio Adipe               | Halbschwergewicht       | -        | 2. Runde: Punktniederlage gegen Griffin (GBR) |
| Boxen      | Arquímedes Arrieta          | Federgewicht            | -        | 1. Runde: Punktsieg gegen Miyama (JAP); 2. Runde: Punktniederlage gegen Treadaway (GBR) |
| Boxen      | Juan Bregliano              | Mittelgewicht           | -        | 2. Runde: Punktniederlage gegen Goldmedaillengewinner Jean Despeaux (FRA) |
| Boxen      | Francisco Constanzo         | Weltergewicht           | -        | 1. Runde: disq. gegen Tritz (FRA) |
| Boxen      | José Feans                  | Schwergewicht           | -        | 2. Runde: Punktsieg gegen Pilat (POL); 2. Runde K.O.-Niederlage gegen Silbermedaillengewinner Guillermo Lovell (ARG) |
| Boxen      | Alfredo Petrone             | Bantamgewicht           | -        | 1. Runde: Punktsieg gegen de Moor (NED), Achtelfinale: Punktniederlage gegen Silbermedaillengewinner Jackie Wilson (USA) |
| Boxen      | Fidel Tricánico             | Fliegengewicht          | -        | 2. Runde: kampflos; Viertelfinale: Punktniederlage gegen Goldmedaillengewinner Willy Kaiser (GER) |
| Fechten    | Carmelo Bentancur           | Säbel                   | -        | Einzel: ausgeschieden als Fünfter der 1. Runde; Mannschaft: ausgeschieden in 2. Runde gegen AUT und Goldmedaillengewinner HUN |
| Fechten    | José de la Fuente           | Säbel                   | -        | Einzel: ausgeschieden als Fünfter der Halbfinalrunde; Mannschaft: ausgeschieden in 2. Runde gegen AUT und Goldmedaillengewinner HUN |
| Fechten    | Hildemaro Lista             | Säbel                   | -        | Mannschaft: ausgeschieden in 2. Runde gegen AUT und Goldmedaillengewinner HUN |
| Fechten    | Jorge Rolando               | Säbel                   | -        | Mannschaft: ausgeschieden in 2. Runde gegen AUT und Goldmedaillengewinner HUN |
| Fechten    | París Rodríguez Riet        | Säbel                   | -        | Einzel: ausgeschieden als Vierter der Halbfinalrunde; Mannschaft: ausgeschieden in 2. Runde gegen AUT und Goldmedaillengewinner HUN |
| Wasserball | Alberto Batignani           |                         | -        | 1. Runde ausgeschieden nach 0:1 gegen Bronzemedaillengewinner BEL, 1:2 gegen USA und 1:1 gegen NED |
| Wasserball | José Castro                 |                         | -        | s. o. |
| Wasserball | Julio Costemalle            |                         | -        | s. o. |
| Wasserball | Francisco Figueroa Serantes |                         | -        | s. o. |
| Wasserball | Maximino García             |                         | -        | s. o. |
| Wasserball | Enrique Pereira             |                         | -        | s. o. |
| Wasserball | Hugo García                 |                         | -        | s. o. |
| Rudern     | Isidro Alonso               | Vierer mit (Steuermann) | -        | Dritter im Hoffnungslauf |
| Rudern     | Baldomiro Benquet           | Zweier ohne             | -        | Zweiter im Hoffnungslauf |
| Rudern     | Gabriel Benquet             | Zweier ohne             | -        | Zweiter im Hoffnungslauf |
| Rudern     | Juan Andrés Dutra           | Vierer mit              | -        | Dritter im Hoffnungslauf |
| Rudern     | Julio Flebbe                | Vierer mit              | -        | Dritter im Hoffnungslauf |
| Rudern     | Arquímedes Juanicó          | Einer                   | -        | als Vierter des Hoffnungslaufs ausgeschieden |
| Rudern     | León Sánchez                | Vierer mit              | -        | Dritter im Hoffnungslauf |
| Rudern     | Sunara                      | Vierer mit              | -        | Dritter im Hoffnungslauf |
| Segeln     | Eugenio Lauz Santurio       | Einmann-Olympiajolle    | 13       | 13. Platz |